# 青森県道2号屏風山内真部線

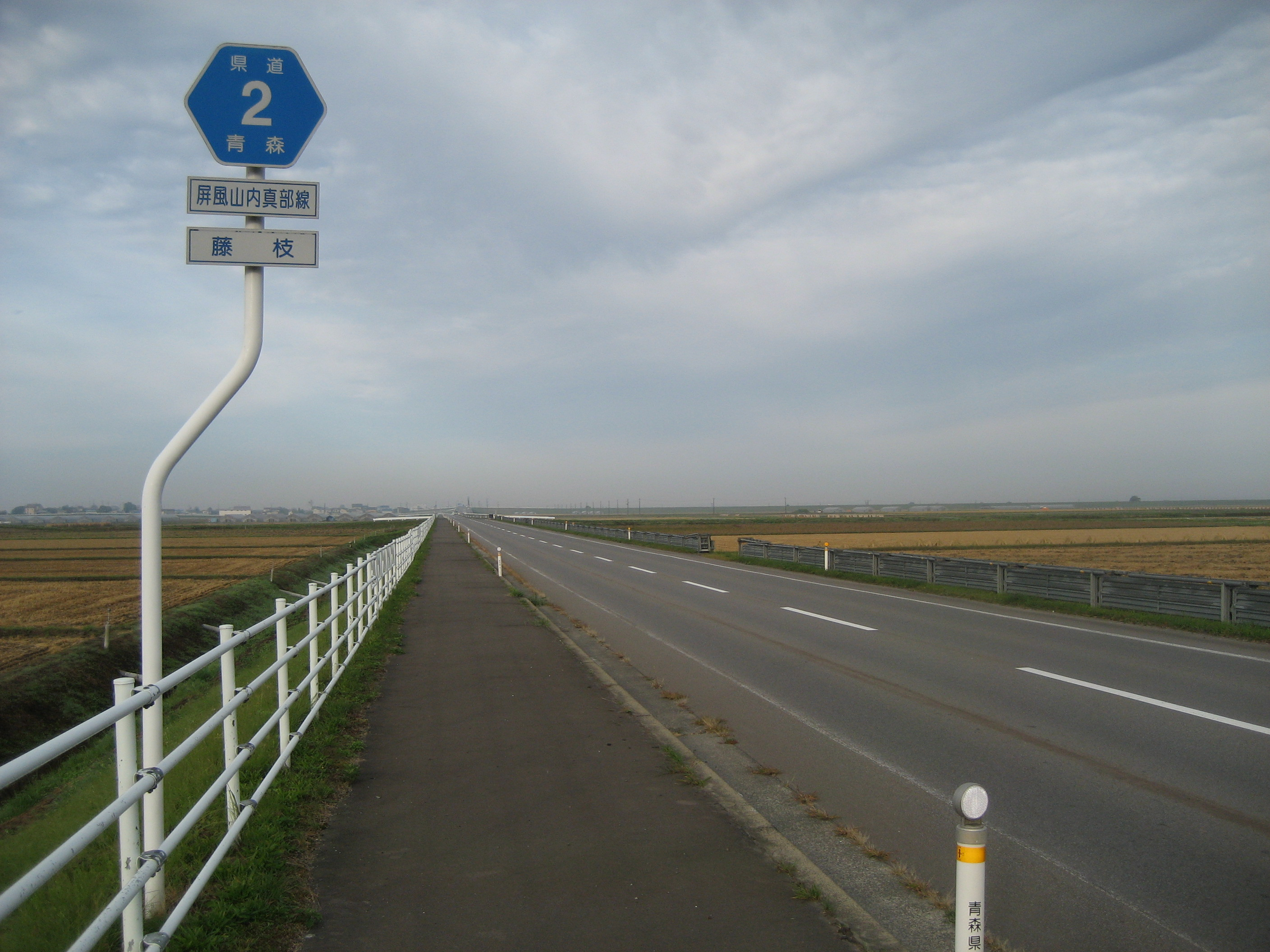
五所川原市金木町藤枝付近

青森県道2号屏風山内真部線（あおもりけんどう2ごう びょうぶざんうちまんぺせん）は青森県つがる市から青森市に至る県道（主要地方道）である。

## 概要
つがる市牛潟町大田光の青森県道12号鰺ケ沢蟹田線交点から東へ分岐し、田光沼の北側を通過後に岩木川に架かる神田橋を経て、五所川原市金木町で太宰治の生家「斜陽館」前を通過したのち、国道339号および津軽鉄道津軽鉄道線と交差する（金木町地区中心部には狭路区間あり）。その後津軽半島を横断し、青森市内真部で北海道新幹線及び国道280号内真部バイパスと交差。続いて同・清水字浜元でJR東日本津軽線と交差後に国道280号現道交点・終点に至る。
五所川原市金木町喜良市付近で、当地出身の演歌歌手吉幾三が建てた通称“ホワイトハウス”の横を通過する。

### 路線データ
青森県例規集に基づく起終点および経過地は次のとおり。
- 起点 : 鯵ケ沢蟹田線交点（つがる市牛潟町）[1]
- 終点 : 国道280号交点（青森市）[1]
- 重要な経過地：五所川原市金木町

- 冬期交通規制区間 : 五所川原市金木町喜良市 - 青森市内真部（12月上旬 - 4月上旬）

## 歴史
- 1971年（昭和46年）6月26日 - 建設省（現・国土交通省）が主要地方道に指定。
- 1972年（昭和47年）3月28日 - 青森県が県道屏風山内真部線として県道認定[1]。
- 1993年（平成5年）5月11日 - 建設省により主要県道屏風山内真部線が主要地方道屏風山内真部線に指定される[2]。
- 1994年（平成6年）3月25日 - 整理番号を2に変更。

## 地理

### 通過する自治体
- つがる市
- 五所川原市
- 青森市

### 交差する道路
| 交差する道路                     |          | 所在地     |
| -------------------------------- | -------- | ---------- |
| 青森県道12号鰺ケ沢蟹田線         | （起点） | つがる市   |
| 青森県道184号下派立沼崎線        |          | つがる市   |
| 青森県道43号五所川原車力線       |          | つがる市   |
| 青森県道197号神原中里線          |          | 五所川原市 |
| 青森県道151号蒔田五所川原線      |          | 五所川原市 |
| 五所川原広域農道（米マイロード） |          | 五所川原市 |
| 国道339号                        |          | 五所川原市 |
| 青森県道195号喜良市嘉瀬停車場線  |          | 五所川原市 |
| 国道280号内真部バイパス          |          | 青森市     |
| 国道280号                        | （終点） | 青森市     |

### 沿線の施設など
- かなぎ病院
- 青森市立北中学校
- JR東日本津軽線 奥内駅
- 陸奥湾